# Oedopeza costulata
Oedopeza costulata es una especie de escarabajo longicornio del género Oedopeza, tribu Acanthocinini, subfamilia Lamiinae. Fue descrita científicamente por Gilmour en 1962.

## Descripción
Mide 11 milímetros de longitud.

## Distribución
Se distribuye por Bolivia, Brasil, Guayana Francesa y Perú.